# St. Gallus (Mühringen)

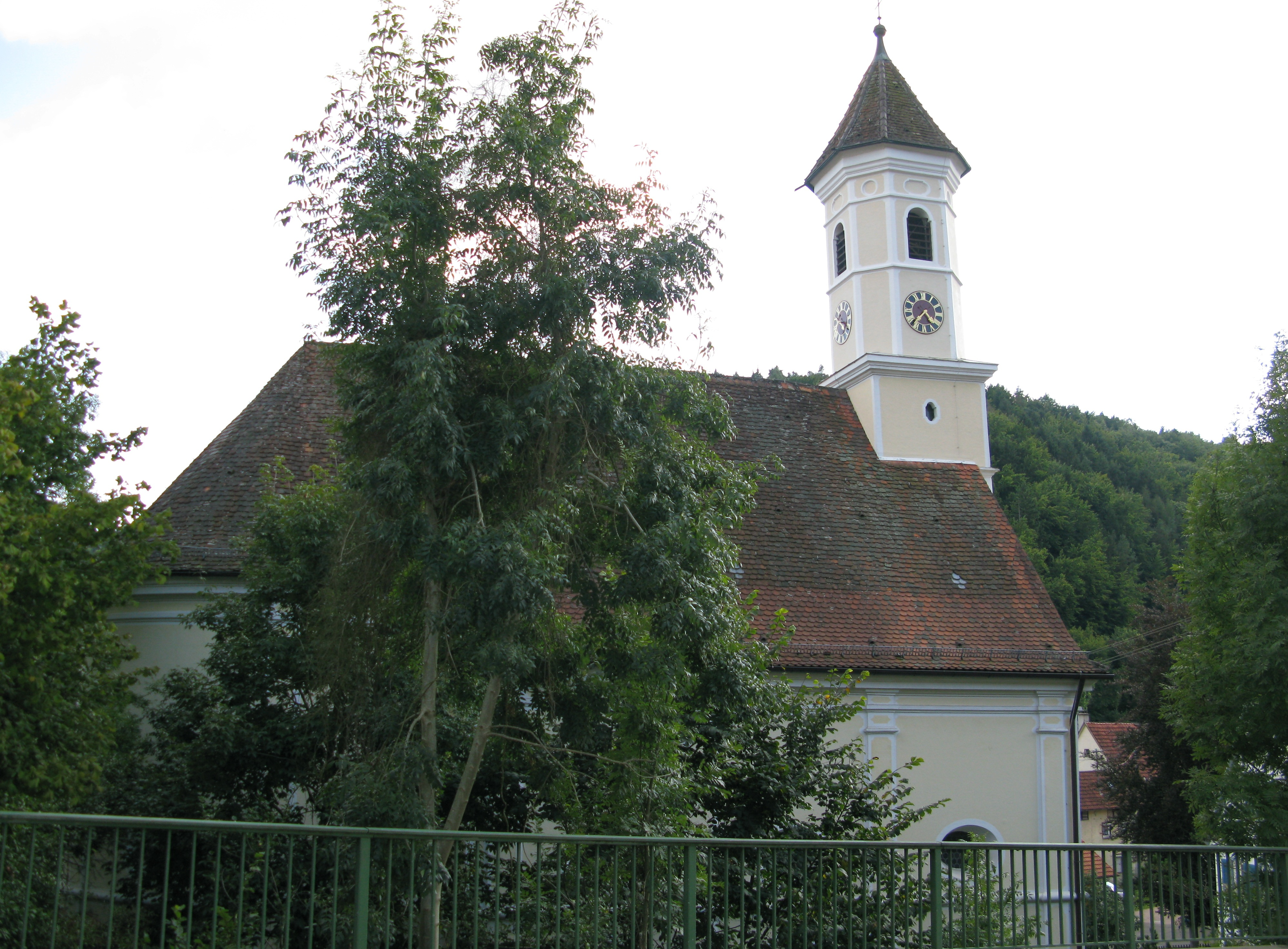
St. Gallus in Mühringen

Die römisch-katholische Pfarrkirche St. Gallus steht in Mühringen, einem Stadtteil von Horb am Neckar im Landkreis Freudenstadt in Baden-Württemberg. Das Bauwerk ist beim Landesamt für Denkmalpflege Baden-Württemberg als Baudenkmal eingetragen. Die Kirchengemeinde gehört zum Dekanat Freudenstadt in der Diözese Rottenburg-Stuttgart.

## Beschreibung
Die Saalkirche wurde 1751/52 erbaut. Sie besteht aus einem Langhaus, einem eingezogenen, halbrund geschlossenen Chor im Osten und einem Fassadenturm auf quadratischem Grundriss im Westen, der weitgehend in das Langhaus eingestellt ist. Seine oberen achteckigen Geschosse enthalten die Turmuhr und den Glockenstuhl. Darauf sitzt ein achtseitiges Zeltdach.
Zur Kirchenausstattung gehörte ein neugotischer Hochaltar, der bei der Renovierung 1929–32 entfernt wurde.